# Valentin Trifescu
Valentin Trifescu (n. 14 iunie 1986, Brad) este un istoric de artă și istoric român.

## Studii
Licențiat în istorie-istoria artei (2008) la Universitatea „Babeș-Bolyai” din Cluj. Doctor în istorie (2013) la Universitatea „Babeș-Bolyai” și la Universitatea din Strasbourg, sub conducerea științifică a profesorilor Nicolae Sabău și Jean-Noël Grandhomme, cu teza Regionalismul în istoriografia de artă. Valorizarea patrimoniului artistic din Alsacia și Transilvania în prima jumătate a secolului al XX-lea. Studii postdoctorale (2015) la Universitatea „Alexandru Ioan Cuza” din Iași, sub coordonarea profesorului Andrei Corbea-Hoișie.

## Lucrări publicate

### Volume de autor
- Valentin Trifescu, Bisericile cneziale din Ribița și Crișcior (începutul secolului al XV-lea), Cluj-Napoca, Editura Eikon, 2010.  ISBN 978-973-757-313-1
- Valentin Trifescu, Geografii artistice și regionalism în istoriografia de artă din Alsacia, Cluj-Napoca, Presa Universitară Clujeană, 2016.  ISBN 978-606-37-0010-1
- Valentin Trifescu, Artă națională și specific regional în istoriografia de artă din perioada interbelică. Studii despre Coriolan Petranu, Aurel Cosma și Henri Focillon. Prefață de Ștefania Custură, Editura GlobeEdit, Saarbrücken, 2017. ISBN 978-620-2-48698-9
- Valentin Trifescu, François Bréda, Copiile Copilului. Dialoguri. Eseu filozofic. Editura Școala Ardeleană, Cluj-Napoca, 2018. ISBN 978-606-797-223-8

### Volume coordonate
- Confluențe și particularități europene. Coord. Valentin Trifescu, Editura Eikon, Cluj-Napoca, 2010, 238 p. ISBN 978-973-757-351-3
- Austrian Influences and Regional Identities in Transylvania. Edited by François Bréda, Valentin Trifesco, Luminița Ignat-Coman, Giordano Altarozzi, Editura AB-ART – Grenzenlose Literatur, Bratislava – Frauenkirchen, 2012 , 286 p. ISBN 978-80-8087-119-2
- Geografii identitare – identități culturale. Coord. Pavel Pușcaș, Valentin Trifescu, Simion Molnar, Vali Ilyes, Presa Universitară Clujeană, Cluj-Napoca, 2014, 218 p. ISBN 978-973-595-624-0
- Imagine, tradiție, simbol. Profesorului Cornel Tatai-Baltă la 70 de ani. Coord. Valentin Trifescu, Gabriela Rus, Daniel Sabău, Editura Mega, Cluj, 2014, 468 p. ISBN 978-606-543-457-8
- Patrimoniu și identitate locală. Coord. Valentin Trifescu, Vali Ilyes, François Bréda. Editura Universității Alexandru Ioan Cuză, Iași, 2015.  ISBN 978‑606‑714‑161‑0
- Arhetipuri și tipologii culturale. Coordonatori : Valentin Trifescu, Vali Ilyes, François Bréda. Presa Universitară Clujeană, Cluj-Napoca, 2016. ISBN 978-606-37-0092-7
- Metamorfoze ale identității de margine. Volum dedicat lui François Bréda. Coordonatori : Valentin Trifescu, Lóránd Boros, Vali Ilyes, Anca Elisabeta Tatay, Ana-Magdalena Petraru, Georgiana Medrea Estienne. Presa Universitară Clujeană, Cluj-Napoca, 2016. ISBN 978-606-37-0093-4
- Deva și împrejurimile sale în istorie și în literatură. Coordonatori : Valentin Trifescu, Vali Ilyes, François Bréda. Editura Eikon – Editura Școala Ardeleană, Cluj-Napoca, 2017. ISBN 978-606-711-759-2 ; ISBN 978-606-797-205-4
- 100 de ani de rememorare a Marii Uniri, coord. Valentin Trifescu, Vali Ilyeș, Editura Școala Ardeleană – Editura Mega, Cluj-Napoca, 2018 [ISBN 978-606-020-055-0 și 978-606-797-364-8]

### Volum editat
- Text și discurs religios, vol. VI. Editori Alexandru Gafton, Sorin Guia, I. Milică, A. Chirilă, B. Țâra, V. Trifescu, Editura Universității „Alexandru Ioan Cuza”, Iași, 2014.

### Traduceri
- Jean-Noël Grandhomme, România de la Tripla Alianță la Antanta (1914-1919), pref. Florin Țurcanu și Frédéric Guelton, trad. Ionela Felicia Moscovici, Georgiana Medrea Estienne și Valentin Trifescu, Editura Universității Alexandru Ioan Cuza, Iași, 2018 [ISBN 978-606-714-460-4]

## Studii publicate
- Le campanilisme dans l’histoire de l’art. Hans Haug et sa conception de l’art alsacien. În : Perspectives contemporaines sur le monde médiéval, I, Pitești, 2009, pp. 413- 419.
- Bănățenismul în istoriografia de artă. Cazul lui Aurel Cosma (1901-1983). În : Studia Universitatis Babeș-Bolyai. Historia Artium, LVI, 1, Cluj, 2011, pp. 109-120.
- Espace et identité régionale dans l’œuvre de Károly Kós. Une première approche. În : Language and Literature. European Landmarks of Identity, VIII, Pitești, 2011, pp. 409-413.
- Ion Chinezu et le transylvanisme. Une première approche. În : Austrian Influences and Regional Identities in Transylvania. Edited by François Bréda, Valentin Trifesco, Luminița Ignat-Coman, Giordano Altarozzi, Editura AB-ART –Grenzenlose Literatur, Bratislava – Frauenkirchen, 2012, pp. 159-167.
- L’anniversaire des 300 ans d’administration française de l’Alsace (1648-1948) et le message régionaliste de l’historien d’art et muséographe strasbourgeois Hans Haug. În : Romanian Review of Political Sciences and International Relations, X, 1, București, 2013, pp. 155-165.
- L’invention d’un monument. La cathédrale de Strasbourg : symbole national – symbole regional. În : Romanian Review of Political Sciences and International Relations, X, 2, București, 2013, pp. 165-176.
- Écrire l’histoire de l’art pendant la guerre. Les églises en bois des Roumains de Transylvanie dans l’historiographie hongroise de 1940. În : Text și Discurs Religios, V, Iași, 2013, pp. 207-223.
- The Discovery of Alsatian Space in the Regionalist Art Historiography of the First Half of the 20th Century. În :  Acta Universitatis Sapientiae. Philologica, V, 2, Cluj, 2013, pp.241-254.
- Aspecte ale identității de frontieră. Regionalism și geografii identitare în Alsacia interbelică. În : Geografii identitare – identități culturale. Coord. P. Pușcaș, V. Trifescu, S. Molnar, V. Ilyes, Presa Universitară Clujeană, Cluj, 2014, pp. 59-70.
- În căutarea particularităților naționale și regionale ale artei românilor transilvăneni. Aspecte istoriografice din perioada interbelică. În : Tradiție, identitate, simbol. Profesorului Cornel Tatai-Baltă la 70 de ani. Coord. Valentin Trifescu, Gabriela Rus, Daniel Sabău, Editura Mega, Cluj, 2014, pp. 447-464.
- Der Garten des Museums l’Œuvre Notre-Dame von Strasbourg : Ort der Erinnerung und der regionalen Identität. În : Buch – Wissen – Identität. Kulturwissenschaftliche Studien. Herausgeber Valer Simion Cosma, Edit Szegedi, Editura Eikon Verlag, Cluj, 2014, pp. 121-129.
- Sur les origines de la création d’un symbole régional des Roumains de Transylvanie : les églises en bois. În : Text și Discurs Religios, VI, Iași, 2014, pp. 359-369.
- Hypostases de l’orientalisme dans la peinture roumaine. Découvrir le Maroc en images. În : Romanian-Moroccan Forms of Manifestation in the European Space. Coord. Viorella Manolache. Editura Institutului de Științe Politice și Relații Internaționale, București, 2014, pp. 223-232.
- Pentru o istorie comparată a Alsaciei și a Transilvaniei / For a comparative history of Alsace and Transylvania. În : Diacronia, 1, Iași, 2015, A10, doi:10.17684/i1A10ro / doi:10.17684/i1A10en.

## Activitatea de management cultural și de arhitectură institutională
- Membru fondator și coordonator al Festivalului internațional și Școlii de Vară pentru Dialog Intercultural „Diva Deva”, I-XII (2006-2018)
- Membru fondator și coordonator al Conferinței naționale „Patrimoniu național și identitate locală”, Valea Verde (2014)
- Membru fondator și coordonator al simpozionului Școala de vara pentru dialog intercultural : identitate și alteritate, Cugir, 2011-2016.
- Membru fondator al Transylvania Digital Humanities Centre (DigiHUBB), primul centru de cercetare a științelor umanistice digitale din România
- Membru fondator și editor al Studia Universitatis Babeș-Bolyai Digitalia